# Turn-Weltmeisterschaften 2007
Die 40. Turn-Weltmeisterschaften fanden vom 1. bis 9. September 2007 in der baden-württembergischen Landeshauptstadt Stuttgart statt. Diese Weltmeisterschaften waren von besonderer Bedeutung als direkte Qualifikation für die Olympischen Spiele 2008 in Peking.

## Wettkampf
Die Wettkämpfe fanden in der Stuttgarter Hanns-Martin-Schleyer-Halle statt. Als Trainingshalle fungierte die Porsche-Arena in der auch die Eröffnungsfeier stattfand.
Neben den 24 besten Männer- und Frauenmannschaften der Turn-Weltmeisterschaften in Århus 2006 konnten pro Verband bis zu 3 Einzelstarter antreten.

## Teilnehmer
Teilnehmerländer und Anzahl der Starter in Klammern:
| - Ägypten (5) - Albanien (3) - Algerien (3) - Argentinien (6) - Armenien (2) - Aserbaidschan (1) - Australien (14) - Bahamas (1) - Belarus (12) - Belgien (6) - Brasilien (14) - Bulgarien (12) - Chile (4) - Volksrepublik China (14) - Dänemark (5) - Deutschland (14) - Ecuador (2) - El Salvador (1) - Estland (1) - Finnland (6) - Frankreich (14) - Georgien (1) - Griechenland (14) - Hongkong (3) - Iran (3) - Irland (3) - Island (4) | - Israel (5) - Italien (14) - Japan (13) - Jemen (3) - Jordanien (3) - Kanada (14) - Kasachstan (9) - Katar (2) - Kirgisistan (1) - Kolumbien (6) - Kroatien (4) - Kuwait (3) - Lettland (6) - Litauen (6) - Luxemburg (2) - Malaysia (3) - Marokko (2) - Mexiko (10) - Namibia (2) - Neuseeland (2) - Niederlande (14) - Nordkorea (9) - Norwegen (6) - Österreich (6) - Philippinen (1) - Polen (9) - Portugal (10) | - Puerto Rico (8) - Rumänien (14) - Russland (14) - Schweden (3) - Schweiz (14) - Serbien (2) - Singapur (3) - Slowakei (4) - Slowenien (6) - Spanien (14) - Sri Lanka (3) - Südafrika (5) - Südkorea (12) - Syrien (1) - Chinesisch Taipeh (5) - Thailand (3) - Tschechien (10) - Tunesien (1) - Türkei (1) - Ungarn (6) - Ukraine (14) - Usbekistan (6) - Vereinigte Staaten (14) - Vereinigtes Königreich (14) - Venezuela (5) - Vietnam (4) - Zypern (2) |

### Deutsche Mannschaft
Der Deutsche Turner-Bund (DTB) hatte folgende Athleten für die Weltmeisterschaften 2007 nominiert:
- Männer:

Thomas Andergassen, Philipp Boy, Fabian Hambüchen, Robert Juckel, Marcel Nguyen, Eugen Spiridonov, Ersatz: Brian Gladow
- Frauen:

Katja Abel, Anja Brinker, Jenny Brunner, Oksana Chusovitina, Marie-Sophie Hindermann, Joeline Möbius, Ersatz: Kim Bui

### Österreichische Mannschaft
Der Österreichische Turnerbund (ÖTB) trat mit den folgenden Athleten an:
- Männer: Marco Baldauf, Fabian Leimlehner, Gabriel Rossi
- Frauen: Dinah Nagel, Kathrin Nussbacher, Andrea Rührlinger

### Schweizerische Mannschaft
Der Schweizerische Turnverband (STV) hatte die nachstehenden Athleten nominiert:
- Männer: Niki Böschenstein, Claudio Capelli, Roman Gisi, Daniel Groves, Mark Ramseier, Claude-Alain Porchet, Ersatz: Dennis Mannhart
- Frauen: Danielle Englert, Ariella Kaeslin, Laura Alzina, Lucia Tacchelli, Margaux Voillat, Yasmin Zimmermann, Ersatz: Sylvia Hitz

## Ergebnisse

### Männer

#### Mannschaft
Donnerstag, 6. September 2007
| Platz | Land                   | Team-Mitglieder | Punkte   |
| ----- | ---------------------- | --- | -------- |
| 1.**  | Volksrepublik China    | Chen Yibing, Huang Xu, Fuliang Liang, Yang Wei, Xiao Qin, Zou Kai                                                     | 281.900  |
| 2.**  | Japan                  | Hiroyuki Tomita, Shun Kuwahara, Takuya Nakase, Yosuke Hoshi, Hisashi Mizutori, Makoto Okiguchi                        | 277.025  |
| 3.**  | Deutschland            | Fabian Hambüchen, Thomas Andergassen, Robert Juckel, Eugen Spiridonov, Marcel Nguyen, Philipp Boy                     | 273.525  |
| 4.**  | Vereinigte Staaten     | Guillermo Alvarez, Alexander Artemev, Jonathan Horton, David Durante, Sean Golden, Kai Wen Tan                        | 272.275  |
| 5.**  | Südkorea               | Yang Tae-young, Kim Soo-myun, Kim Ji-hoon, Kim Dae-eun, Kim Tae-seok, Yoo Won-chul                                    | 269.950  |
| 6.**  | Spanien                | Rafael Martínez, Ivan San Miguel, Gervasio Deferr, Isaac Botella Perez, Sergio Muñoz, Manuel Carballo                 | 269.400  |
| 7.**  | Russland               | Sergei Chorochordin, Maxim Dewjatowski, Juri Rjasanow, Alexander Safoschkin, Nikolai Krjukow                          | 269.200  |
| 8.**  | Rumänien               | Răzvan Șelariu, Daniel Popescu, Flavius Koczi, Robert Stănescu, Cosmin Malița                                         | 267.750  |
| 9.**  | Frankreich             | Pierre-Yves Bény, Benoît Caranobe, Yann Cucherat, Gaël Da Silva, Dimitri Karbanenko, Arnaud Willig                    | 359.900* |
| 10.** | Italien                | Matteo Angioletti, Igor Cassina, Andrea Coppolino, Alberto Busnari, Matteo Morandi, Enrico Pozzo                      | 358.300* |
| 11.** | Kanada                 | Brandon O’Neill, Nathan Gafuik, Grant Golding, Ken Ikeda, David Kikuchi, Casey Sandy                                  | 357.700* |
| 12.** | Belarus                | Denis Sawenkow, Dimitry Sawitski, Dimitri Kaspiarowitsch, Aliaksandr Tsarevich, Alexei Ihnatovich, Uladzimir Yermakov | 356.675* |
| 13.   | Ukraine                | Walerij Hontscharow, Roman Sosulja, Andriy Isayev, Wadym Kuwakin, Oleksandr Suprun, Jewhen Bohonossjuk                | 356.000* |
| 14.   | Schweiz                | Niki Böschenstein, Claudio Capelli, Roman Gisi, Daniel Groves, Mark Ramseier, Dennis Mannhart                         | 353.875* |
| 15.   | Vereinigtes Königreich | Ross Brewer, Luke Folwell, Daniel Keatings, Louis Smith, Kristian Thomas, Danny Lawrence                              | 352.650* |
| 16.   | Puerto Rico            | Luis Vargas Velásquez, Alexander Rodriguez, Luis Rivera, Rafael Morales, Reinaldo Oquendo, Tommy Ramos                | 351.950* |
| 17.   | Brasilien              | Diego Hypólito, Mosiah Rodrigues, Victor Rosa, Luiz dos Anjos, Arthur Zanetti, Danilo Nogueira                        | 351.550* |
| 18.   | Griechenland           | Vlasis Maras, Dimitrios Markousis, Christos Lympanovnos, Michail Doulkeridis, Vasileios Tsolakidis, Xenofon Kosmidis  | 350.750* |
| 19.   | Australien             | Mathew Curtis, Joshua Jefferis, Samuel Offord, Thomas Pichler, Prashnath Sellathurai, Sam Simpson                     | 350.075* |
| 20.   | Niederlande            | Yuri van Gelder, Jeffrey Wammes, Epke Zonderland, Herre Zonderland, Carlo van Minde, Anthony van Assche               | 347.900* |
| 21.   | Bulgarien              | Jordan Jowtschew, Aleksandar Batinkov, Aleksandar Markov, Yaroslav Voyk, Bogomil Kuyumdzhiev, Eddie Penev             | 344.050* |
| 22.   | Portugal               | Manuel Campos, Filipe Bezugo, Luís Araújo, Pedro Almeida, Bernardo Graça, Gustavo Simões                              | 343.225* |
| 23.   | Kasachstan             | Stanislav Valiyew, Timur Kurbanbayev, Stepan Gorbatschow, Ildar Valeyev. Sado Batsiyew, Maxim Petrishko               | 341.900* |
| 24.   | Lettland               | Jevgēņijs Saproņenko, Evgeni Zorins, Dmitrijs Trefilovs, Vitali Kardashovs, Vitali Shnikers, Raimonds Konchis         | 336.025* |

(* Ergebnisse der Qualifikation)
(** qualifiziert für die Olympischen Sommerspiele 2008)

#### Einzel-Mehrkampf
Freitag, 7. September 2007
| Rang | Athlet            | Punkte |
| ---- | ----------------- | ------ |
| 1.   | Yang Wei          | 93.675 |
| 2.   | Fabian Hambüchen  | 92.200 |
| 3.   | Hisashi Mizutori  | 91.400 |
| 4.   | Jonathan Horton   | 91.200 |
| 5.   | Kim Dae-eun       | 91.050 |
| 6.   | Rafael Martínez   | 91.025 |
| 7.   | Flavius Koczi     | 90.875 |
| 8.   | Fuliang Liang     | 90.850 |
| 8.   | Tae-Young Yang    | 90.850 |
| 10.  | Răzvan Șelariu    | 90.350 |
| 10.  | José Luis Fuentes | 90.350 |
| 12.  | Hiroyuki Tomita   | 90.150 |
| 13.  | Juri Rjasanow     | 89.875 |
| 14.  | Dimitry Sawitski  | 89.400 |
| 15.  | Enrico Pozzo      | 89.375 |
| 16.  | Anton Fokin       | 89.275 |
| 17.  | David Durante     | 88.825 |
| 18.  | Philipp Boy       | 88.650 |
| 19.  | Claudio Capelli   | 88.225 |
| 20.  | David Kikuchi     | 88.150 |
| 21.  | Vlasis Maras      | 87.775 |
| 22.  | Filip Ude         | 87.625 |
| 23.  | Casey Sandy       | 87.375 |
| 24.  | Maxim Dewjatowski | 65.550 |

#### Boden
Samstag, 8. September 2007
| Rang | Athlet             | Punkte  |
| ---- | ------------------ | ------- |
| 1.   | Diego Hypólito     | 16.150  |
| 2.   | Gervasio Deferr    | 15.950  |
| 3.   | Hisashi Mizutori   | 15.650  |
| 4.   | Guillermo Alvarez  | 15.600  |
| 5.   | Alexander Shatilov | 15.575  |
| 6.   | Zou Kai            | 15.550  |
| 7.   | Fuliang Liang      | 15.125  |
| 8.   | Makoto Okiguchi    | 14.925  |
| …    |                    |         |
| 12.  | Claudio Capelli    | 15.625* |
| 20.  | Fabian Hambüchen   | 15.450* |
| 34.  | Niki Böschenstein  | 15.100* |
| 39.  | Philipp Boy        | 15.050* |
| 46.  | Eugen Spiridonov   | 15.000* |
| 48.  | Marcel Nguyen      | 15.000* |
| 52.  | Daniel Groves      | 14.900* |
| 95.  | Dennis Mannhart    | 14.375* |
| 111. | Roman Gisi         | 14.175* |
| 143. | Robert Juckel      | 13.875* |
| 162. | Fabian Leimlehner  | 13.575* |
| 206. | Marco Baldauf      | 12.375* |
| 209. | Gabriel Rossi      | 12.325* |

#### Pauschenpferd
Samstag, 8. September 2007
| Rang | Athlet              | Punkte  |
| ---- | ------------------- | ------- |
| 1.   | Qin Xiao            | 16.300  |
| 2.   | Krisztián Berki     | 15.700  |
| 3.   | Louis Smith         | 15.600  |
| 4.   | Yang Wei            | 15.475  |
| 5.   | Hiroyuki Tomita     | 15.325  |
| 6.   | Alexander Artemev   | 15.175  |
| 7.   | Daniel Keatings     | 14.750  |
| 8.   | Alexei Ihnatowitsch | 14.700  |
| …    |                     |         |
| 24.  | Eugen Spiridonov    | 14.900* |
| 33.  | Robert Juckel       | 14.700* |
| 36.  | Philipp Boy         | 14.650* |
| 41.  | Dennis Mannhart     | 14.500* |
| 49.  | Claudio Capelli     | 14.425* |
| 58.  | Fabian Hambüchen    | 14.300* |
| 65.  | Daniel Groves       | 14.275* |
| 86.  | Thomas Andergassen  | 13.975* |
| 126. | Gabriel Rossi       | 13.500* |
| 148. | Fabian Leimlehner   | 13.175* |
| 168. | Marc Ramseier       | 12.825* |
| 170. | Roman Gisi          | 12.775* |
| 172. | Marco Baldauf       | 12.750* |

#### Ringe
Samstag, 8. September 2007
| Rang | Athlet               | Punkte  |
| ---- | -------------------- | ------- |
| 1.   | Chen Yibing          | 16.700  |
| 2.   | Yuri van Gelder      | 16.625  |
| 3.   | Jordan Jowtschew     | 16.575  |
| 4.   | Kai Wen Tan          | 16.325  |
| 5.   | Regulo Carmona       | 16.175  |
| 6.   | Yang Wei             | 16.150  |
| 7.   | Alexander Safoschkin | 16.075  |
| 8.   | Hiroyuki Tomita      | 15.925  |
| …    |                      |         |
| 19.  | Thomas Andergassen   | 15.375* |
| 26.  | Robert Juckel        | 15.250* |
| 41.  | Mark Ramseier        | 14.975* |
| 42.  | Philipp Boy          | 14.975* |
| 51.  | Niki Böschenstein    | 14.825* |
| 60.  | Fabian Hambüchen     | 14.700* |
| 69.  | Marcel Nguyen        | 14.600* |
| 91.  | Claudio Capelli      | 14.300* |
| 116. | Fabian Leimlehner    | 13.975* |
| 119. | Daniel Groves        | 13.950* |
| 127. | Dennis Mannhart      | 13.850* |
| 170. | Gabriel Rossi        | 13.150* |
| 194. | Marco Baldauf        | 12.400* |

#### Sprung
Sonntag, 9. September 2007
| Rang | Athlet              | Punkte |
| ---- | ------------------- | ------ |
| 1.   | Leszek Blanik       | 16.512 |
| 2.   | Daniel Popescu      | 16.500 |
| 3.   | Ri Se-gwang         | 16.387 |
| 4.   | Ri Jong-song        | 16.362 |
| 5.   | Andrej Isajew       | 16.250 |
| 6.   | Fabian Hambüchen    | 15.975 |
| 7.   | Flavius Koczi       | 15.825 |
| 8.   | Isaac Botella Peréz | 15.387 |
| …    |                     |        |
| 11.  | Niki Böschenstein   | 16.200 |
| 22.  | Eugen Spiridonov    | 16.050 |
| 27.  | Claudio Capelli     | 16.000 |
| 33.  | Robert Juckel       | 15.975 |
| 41.  | Philipp Boy         | 15.875 |
| 64.  | Marcel Nguyen       | 15.650 |
| 79.  | Roman Gisi          | 15.600 |
| 116. | Gabriel Rossi       | 15.375 |
| 150. | Daniel Groves       | 14.900 |
| 160. | Mark Ramseier       | 14.775 |
| 171. | Fabian Leimlehner   | 14.625 |
| 201. | Marco Baldauf       | 14.050 |

#### Barren
Sonntag, 9. September 2007
| Rang | Athlet             | Punkte |
| ---- | ------------------ | ------ |
| 1.   | Mitja Petkovšek    | 16.250 |
| 1.   | Kim Dae-eun        | 16.250 |
| 3.   | Anton Fokin        | 16.200 |
| 4.   | Yoo Won-chul       | 15.975 |
| 5.   | Huang Xu           | 15.950 |
| 6.   | Yang Wei           | 15.900 |
| 7.   | Yosuke Hoshi       | 15.850 |
| 8.   | Yann Cucherat      | 15.350 |
| …    |                    |        |
| 20.  | Fabian Hambüchen   | 15.625 |
| 27.  | Niki Böschenstein  | 15.475 |
| 29.  | Marcel Nguyen      | 15.450 |
| 41.  | Eugen Spiridonov   | 15.175 |
| 43.  | Philipp Boy        | 15.175 |
| 47.  | Claudio Capelli    | 15.100 |
| 60.  | Thomas Andergassen | 15.025 |
| 67.  | Mark Ramseier      | 14.950 |
| 69.  | Dennis Mannhart    | 14.925 |
| 75.  | Daniel Groves      | 14.825 |
| 87.  | Fabian Leimlehner  | 14.700 |
| 142. | Marco Baldauf      | 14.000 |
| 147. | Gabriel Rossi      | 13.975 |

#### Reck
Sonntag, 9. September 2007
| Rang | Athlet             | Punkte  |
| ---- | ------------------ | ------- |
| 1.   | Fabian Hambüchen   | 16.250  |
| 2.   | Aljaž Pegan        | 15.825  |
| 3.   | Hisashi Mizutori   | 15.775  |
| 4.   | Epke Zonderland    | 15.700  |
| 5.   | Jeffrey Wammes     | 15.150  |
| 5.   | Enrico Pozzo       | 15.150  |
| 7.   | Vlasis Maras       | 14.275  |
| 8.   | Hiroyuki Tomita    | 13.300  |
| …    |                    |         |
| 23.  | Philipp Boy        | 14.725* |
| 24.  | Robert Juckel      | 14.700* |
| 33.  | Daniel Groves      | 14.450* |
| 37.  | Marco Baldauf      | 14.425* |
| 48.  | Claudio Capelli    | 14.250* |
| 64.  | Niki Böschenstein  | 14.125* |
| 87.  | Thomas Andergassen | 13.950* |
| 94.  | Marcel Nguyen      | 13.900* |
| 102. | Dennis Mannhart    | 13.825* |
| 106. | Roman Gisi         | 13.825* |
| 158. | Fabian Leimlehner  | 13.050* |
| 176. | Gabriel Rossi      | 12.700* |

### Frauen

#### Mannschaft
Mittwoch, 5. September 2007
| Rang  | Land                   | Team-Mitglieder | Punkte   |
| ----- | ---------------------- | --- | -------- |
| 1.**  | Vereinigte Staaten     | Anastasia Liukin, Alicia Sacramone, Shayla Worley, Shawn Johnson, Samantha Peszek, Ivana Hong                            | 184.400  |
| 2.**  | Volksrepublik China    | Cheng Fei, Ning He, Jiang Yuyuan, Sha Xiao, Yang Yilin, Li Shanshan                                                      | 183.450  |
| 3.**  | Rumänien               | Cătălina Ponor, Sandra Izbașa, Steliana Nistor, Cerasela Pătrașcu, Daniela Druncea, Andreea Grigore                      | 178.100  |
| 4.**  | Italien                | Monica Bergamelli, Francesca Benolli, Vanessa Ferrari, Federica Macri, Lia Parolari, Silvia Zanolo                       | 175.450  |
| 5.**  | Brasilien              | Jade Barbosa, Ana Silva, Daiane dos Santos, Daniele Hypólito, Laís Souza, Khiuani Dias                                   | 175.125  |
| 6.**  | Frankreich             | Katheleen Lindor, Marine Petit, Laëtitia Dugain, Cassy Vericel, Isabelle Severino, Pauline Morel                         | 173.600  |
| 7.**  | Vereinigtes Königreich | Rebecca Downie, Hannah Clowes, Aisling Williams, Rebecca Wing, Marissa King                                              | 169.175  |
| 8.**  | Russland               | Jelena Samolodtschikowa, Julia Lotschecko, Swetlana Kljukina, Kristina Prawdina, Xenija Semjonowa, Jekaterina Kramarenko | 164.525  |
| 9.**  | Ukraine                | Alina Kositsch, Darja Shoba, Olga Scherbatitsch, Maryna Proskurina, Walentyna Holenkowa, Anastassija Kowal               | 231.425* |
| 10.** | Deutschland            | Oksana Chusovitina, Katja Abel, Anja Brinker, Jenny Brunner, Joeline Möbius, Marie-Sophie Hindermann                     | 231.125* |
| 11.** | Australien             | Ashleigh Brennan, Hollie Dykes, Daria Joura, Lauren Mitchell, Shona Morgan, Chloe Sims                                   | 230.850* |
| 12.** | Japan                  | Kōko Tsurumi, Keiko Mukumoto, Miki Uemura, Momoko Ozawa, Mayu Kuroda, Kyoko Oshima                                       | 228.175* |
| 13.   | Nordkorea              | Hong Su-jong, Hong Un-jong, Cha Yong-hwa, Kim Un-jong, Kim Myong-bok, Kang Yun-mi                                        | 226.575* |
| 14.   | Kanada                 | Elyse Hopfner-Hibbs, Marci Bernholtz, Alyssa Brown, Kristina Vaculik, Sydney Sawa, Nansy Damianova                       | 225.975* |
| 15.   | Spanien                | Mercedes Alcaide, Laura Campos, Lenika de Simone, Patricia Moreno, Naomi Ruiz Walker, Melodie Pulgarin                   | 224.850* |
| 16.   | Tschechien             | Jana Komrsková, Kristýna Pálešová, Nicole Pechancova, Jana Šikulová, Martina Strnadová, Eva Verbová                      | 223.625* |
| 17.   | Niederlande            | Verona van de Leur, Lichelle Wong, Anne Tritten, Marrit Ewald, Petra Witjes, Sanne Wevers                                | 222.575* |
| 18.   | Schweiz                | Danielle Englert, Ariella Kaeslin, Laura Alzina, Lucia Tacchelli, Yasmin Zimmermann, Sylvia Hitz                         | 219.200* |
| 19.   | Griechenland           | Stefani Bismpikou, Viktoria Tsakalidou, Evgenia Zafeiraki, Vasiliki Georgakopoulou, Anna Orfanou, Vasiliki Millousi      | 217.975* |
| 20.   | Mexiko                 | Elsa García, Marisela Cantú, Erika Garcia, Yessenia Estrada, Yeny Ibarra                                                 | 214.200* |
| 21.   | Belarus                | Nastassja Maratschkouskaja, Viktoria Makschtarowa, Volha Schakots, Karyna Tsimberbayewa, Aksana Nowikawa, Irina Sirutz   | 206.725* |
| 22.   | Polen                  | Marta Pihan, Paula Plichta, Joanna Litewka, Katarzyna Jurkowska, Sara Szczawinska, Monika Frandofert                     | 206.700* |
| 23.   | Südkorea               | Yu Han-sol, Han Byul, Jo Hyun-joo, Park Eun-kyung, Kang Ji-na, Kim Da-eun                                                | 206.325* |
| 24.   | Bulgarien              | Nikolina Tankuschewa, Silwia Georgiewa, Iliana Sheytanova, Maya Petrova, Kalina Todorova                                 | 197.075* |

(* Ergebnisse der Qualifikation)
(** qualifiziert für die Olympischen Sommerspiele 2008)

#### Einzel-Mehrkampf
Freitag, 7. September 2007
| Rang | Athletin                | Punkte |
| ---- | ----------------------- | ------ |
| 1.   | Shawn Johnson           | 61.875 |
| 2.   | Steliana Nistor         | 60.625 |
| 3.   | Jade Barbosa            | 60.550 |
| 3.   | Vanessa Ferrari         | 60.550 |
| 5.   | Anastasia Liukin        | 60.100 |
| 6.   | Yang Yilin              | 60.025 |
| 7.   | Sha Xiao                | 59.600 |
| 8.   | Julia Lotschenko        | 59.250 |
| 9.   | Sandra Izbașa           | 59.225 |
| 10.  | Daria Joura             | 58.800 |
| 11.  | Elizabeth Tweddle       | 58.725 |
| 12.  | Hong Su-jong            | 58.325 |
| 13.  | Jekaterina Kramarenko   | 57.850 |
| 14.  | Marie-Sophie Hindermann | 57.800 |
| 15.  | Kōko Tsurumi            | 57.525 |
| 16.  | Marine Petit            | 57.300 |
| 17.  | Lenika de Simone        | 57.150 |
| 18.  | Anja Brinker            | 56.550 |
| 19.  | Federica Macri          | 56.350 |
| 20.  | Kristina Palesova       | 56.250 |
| 21.  | Pauline Morel           | 56.050 |
| 22.  | Ariella Kaeslin         | 55.375 |
| 23.  | Hong Un-jong            | 55.200 |
| 24.  | Valentina Holenkova     | 55.150 |

#### Sprung
Samstag, 8. September 2007
| Rang | Athletin                | Punkte |
| ---- | ----------------------- | ------ |
| 1.   | Cheng Fei               | 15.937 |
| 2.   | Hong Su-jong            | 15.812 |
| 3.   | Alicia Sacramone        | 15.412 |
| 4.   | Hong Un-jong            | 15.200 |
| 5.   | Jade Barbosa            | 15.162 |
| 6.   | Oksana Chusovitina      | 14.687 |
| 7.   | Jana Komrsková          | 14.412 |
| 8.   | Jelena Samolodtschikowa | 13.875 |

#### Stufenbarren
Samstag, 8. September 2007
| Rang | Athletin                | Punkte  |
| ---- | ----------------------- | ------- |
| 1.   | Xenija Semjonowa        | 16.350  |
| 2.   | Anastasia Liukin        | 16.300  |
| 3.   | Yang Yilin              | 16.150  |
| 4.   | Elizabeth Tweddle       | 16.125  |
| 5.   | Marie-Sophie Hindermann | 15.875  |
| 6.   | Steliana Nistor         | 15.800  |
| 7.   | Hong Su-jong            | 15.650  |
| 8.   | Vanessa Ferrari         | 14.700  |
| …    |                         |         |
| 35.  | Ariella Kaeslin         | 14.675* |
| 37.  | Lucia Tacchelli         | 14.675* |
| 72.  | Katja Abel              | 13.900* |
| 83.  | Jenny Brunner           | 13.725* |
| 89.  | Oksana Chusovitina      | 13.550* |
| 124. | Yasmin Zimmermann       | 12.525* |
| 125. | Katrin Nussbacher       | 12.500* |
| 136. | Dinah Nagel             | 12.100* |
| 148. | Andrea Rührlinger       | 11.700* |
| 170. | Laura Alzina            | 10.850* |

#### Balken
Sonntag, 9. September 2007
| Rang | Athletin                | Punkte  |
| ---- | ----------------------- | ------- |
| 1.   | Anastasia Liukin        | 16.025  |
| 2.   | Steliana Nistor         | 15.900  |
| 2.   | Li Shanshan             | 15.900  |
| 4.   | Cătălina Ponor          | 15.700  |
| 5.   | Lauren Mitchell         | 15.425  |
| 6.   | Isabelle Severino       | 14.675  |
| 7.   | Jade Barbosa            | 14.575  |
| 8.   | Shawn Johnson           | 14.475  |
| …    |                         |         |
| 49.  | Katja Abel              | 14.400* |
| 56.  | Anja Brinker            | 14.300* |
| 59.  | Oksana Chusovitina      | 14.275* |
| 84.  | Joeline Möbius          | 13.750* |
| 92.  | Marie-Sophie Hindermann | 13.575* |
| 93.  | Laura Alzina            | 13.550* |
| 117. | Yasmin Zimmermann       | 13.175* |
| 122. | Dinah Nagel             | 13.100* |
| 126. | Sylvia Hitz             | 13.050* |
| 133. | Danielle Englert        | 12.925* |
| 151. | Katrin Nussbacher       | 12.675* |
| 169. | Andrea Rührlinger       | 11.925* |

#### Boden
Sonntag, 9. September 2007
| Rang | Athletin                | Punkte  |
| ---- | ----------------------- | ------- |
| 1.   | Shawn Johnson           | 15.250  |
| 2.   | Alicia Sacramone        | 15.225  |
| 3.   | Cassy Vericel           | 15.125  |
| 4.   | Yuyan Jiang             | 15.100  |
| 5.   | Cheng Fei               | 15.075  |
| 6.   | Vanessa Ferrari         | 15.050  |
| 7.   | Elizabeth Tweddle       | 14.900  |
| 8.   | Sandra Izbașa           | 14.525  |
| …    |                         |         |
| 29.  | Marie-Sophie Hindermann | 14.250* |
| 30.  | Joeline Möbius          | 14.225* |
| 33.  | Anja Brinker            | 14.075* |
| 41.  | Katja Abel              | 13.975* |
| 75.  | Danielle Englert        | 13.375* |
| 79.  | Dinah Nagel             | 13.275* |
| 84.  | Lucia Tacchelli         | 13.150* |
| 90.  | Katrin Nussbacher       | 13.050* |
| 100. | Sylvia Hitz             | 12.925* |
| 105. | Yasmin Zimmermann       | 12.825* |
| 109. | Ariella Kaeslin         | 12.750* |
| 126. | Andrea Rührlinger       | 12.550* |

## Medaillenspiegel
nach 14 von 14 Entscheidungen
| Rang | Land                   |   |   |   | total |
| ---- | ---------------------- | - | - | - | ----- |
| 1.   | Volksrepublik China    | 5 | 2 | 1 | 8     |
| 2.   | Vereinigte Staaten     | 4 | 2 | 1 | 7     |
| 3.   | Deutschland            | 1 | 1 | 1 | 3     |
| 4.   | Slowenien              | 1 | 1 | 0 | 2     |
| 5.   | Brasilien              | 1 | 0 | 1 | 2     |
| 6.   | Polen                  | 1 | 0 | 0 | 1     |
| 6.   | Russland               | 1 | 0 | 0 | 1     |
| 6.   | Südkorea               | 1 | 0 | 0 | 1     |
| 9.   | Rumänien               | 0 | 3 | 1 | 4     |
| 10.  | Japan                  | 0 | 1 | 3 | 4     |
| 11.  | Nordkorea              | 0 | 1 | 1 | 2     |
| 12.  | Niederlande            | 0 | 1 | 0 | 1     |
| 12.  | Spanien                | 0 | 1 | 0 | 1     |
| 12.  | Ungarn                 | 0 | 1 | 0 | 1     |
| 15.  | Bulgarien              | 0 | 0 | 1 | 1     |
| 15.  | Frankreich             | 0 | 0 | 1 | 1     |
| 15.  | Vereinigtes Königreich | 0 | 0 | 1 | 1     |
| 15.  | Italien                | 0 | 0 | 1 | 1     |
| 15.  | Usbekistan             | 0 | 0 | 1 | 1     |

## Rahmenprogramm
Im Rahmenprogramm neben den Wettkämpfen fanden folgende Veranstaltungen statt:
- International Gym Symposium
- Internationales Turn-Camp
- Kinderturn-Park
- Gymwelt und Medal Plaza auf dem Stuttgarter Schlossplatz